# كارلوس بيرالتا
كارلوس بيرالتا (بالإسبانية: Carlos Peralta Gallego)‏ (مواليد 30 يناير 1994) هو سبّاح إسباني، مثّل بلاده في الألعاب الأولمبية الصيفية 2016.

## روابط خارجية
كارلوس بيرالتا على موقع الاتحاد الدولي للسباحة (الإنجليزية)
- كارلوس بيرالتا على موقع اللجنة الأولمبية الدولية (الإنجليزية)
- كارلوس بيرالتا على موقع أوليمبيديا (الإنجليزية)